# Canthon acutoides
Canthon acutoides är en skalbaggsart som beskrevs av Schmidt 1922. Canthon acutoides ingår i släktet Canthon och familjen bladhorningar. Inga underarter finns listade.